# Me vas a recordar
«Me vas a Recordar» es el primer sencillo promocional del quinto álbum de estudio de Servando & Florentino (sin contar con la serie Entre Panas) It's a Wrap / Se Acabó, lanzado en distintos países el 18 de enero de 2010.
"Me vas a Recordar" es la primera canción promocional del disco de Servando & Florentino que lleva por nombre: It's a Wrap / Se Acabó álbum que está bajo los sellos Venemusic (Siente Music) y Universal Music.
Así que después de cuatro años sin salir al mercado discográfico el dúo venezolano regresa al mercado internacional con un sencillo nuevo, una canción pop cuyo vídeo fue grabado en la ciudad de Nueva York.

## Publicación
En 11 países el single fue publicado a las 5:00 p. m. (hora local) el 18 de enero de 2010. Esta fue la primera vez que un artista venezolano logra estrenar una canción en tantos países al mismo tiempo. Países en los que se publicó a las 5:00 p. m. (hora local) el 18 de enero de 2010:
- Venezuela
- Bolivia
- Ecuador
- Colombia
- Perú
- Costa Rica
- Panamá
- Curazao
- Aruba
- República Dominicana
- España

## Listas de popularidad
| Listas (2010)            | Mejor posición |
| ------------------------ | -------------- |
| Record Report Top 100    | 1              |
| Record Report Top Latino | 1              |